# Kirké

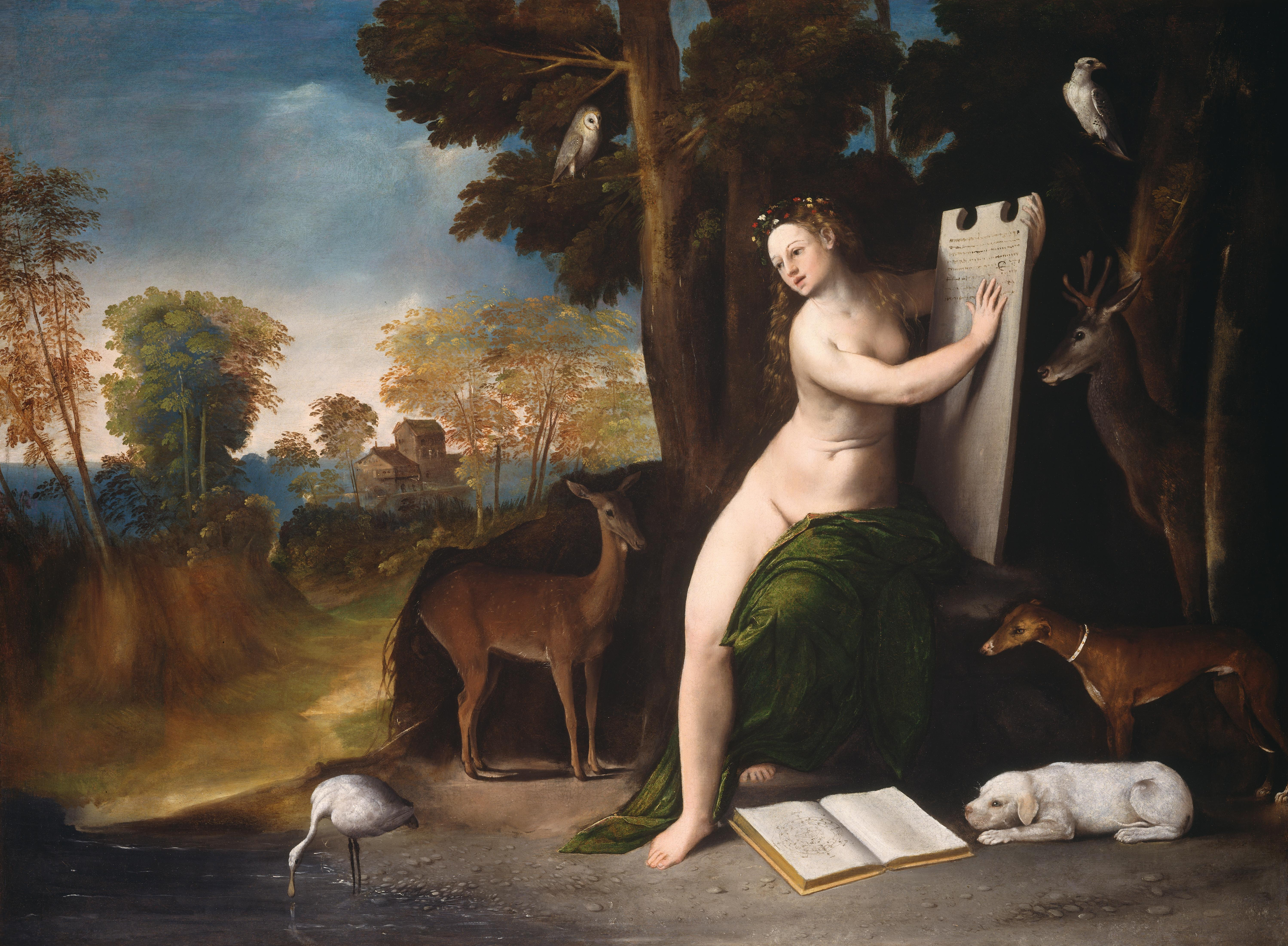
Dosso Dossi: Kirké szeretőivel (1514–1516)

Kirké (Κίρκη) a görög mitológia istennője, a nap gyermeke, tehát Héliosz és Perszéisz lánya, Pasziphaé és Aiétész testvére.

## Története
A görög világ legnagyobb varázslónőjének hírében állt, és aki a szigetére lépett, azt varázsvesszejével vadállattá változtatta. Így történt ez Odüsszeusszal és kíséretével is, akik bolyongásuk során kikötöttek Aiaié szigetén. Az ithakaiak hamar ráakadtak Kirké palotájára, azonban a varázslónő disznóvá változtatta őket. A többiektől elszakadt Odüsszeuszt Eurülokhosz figyelmeztette, majd Hermész adott Ithaka királyának egy gyógynövényt, amelytől Kirké varázsereje hatástalan lesz. Így Odüsszeusz nyugodtan lépett be a palotába, és hamarosan Kirké is észrevette, hogy Odüsszeusz az istenek kegyeltje, és ereje nem hat rá. Azonban a disznókat csak akkor változtatta vissza, ha szerelme legalább egy éjszakára Kirkéé lesz. Így is történt, és a visszaváltoztatott ithakaiakat már szívesen fogadta palotájában Kirké. Egy egész éven át vendégeskedtek a varázslónő palotájában. Mielőtt elhagyták volna a szigetet, Kirké jótanácsokkal látta el őket, főleg a szirének halálos énekéről. Odüsszeusztól született gyermeke, Telegonosz a türszének uralkodója lett.
Kirké nem csak gonosz varázslatokat tudott, így például amikor az argonauták érkeztek meg szigetére, segített Abszürtosz meggyilkolása miatt szükséges lelki megtisztulásukban.